# Anthocharis gruneri
Anthocharis gruneri är en fjärilsart som beskrevs av Herrich-Schäffer 1851. Anthocharis gruneri ingår i släktet Anthocharis och familjen vitfjärilar. Inga underarter finns listade i Catalogue of Life.